# District de Katete

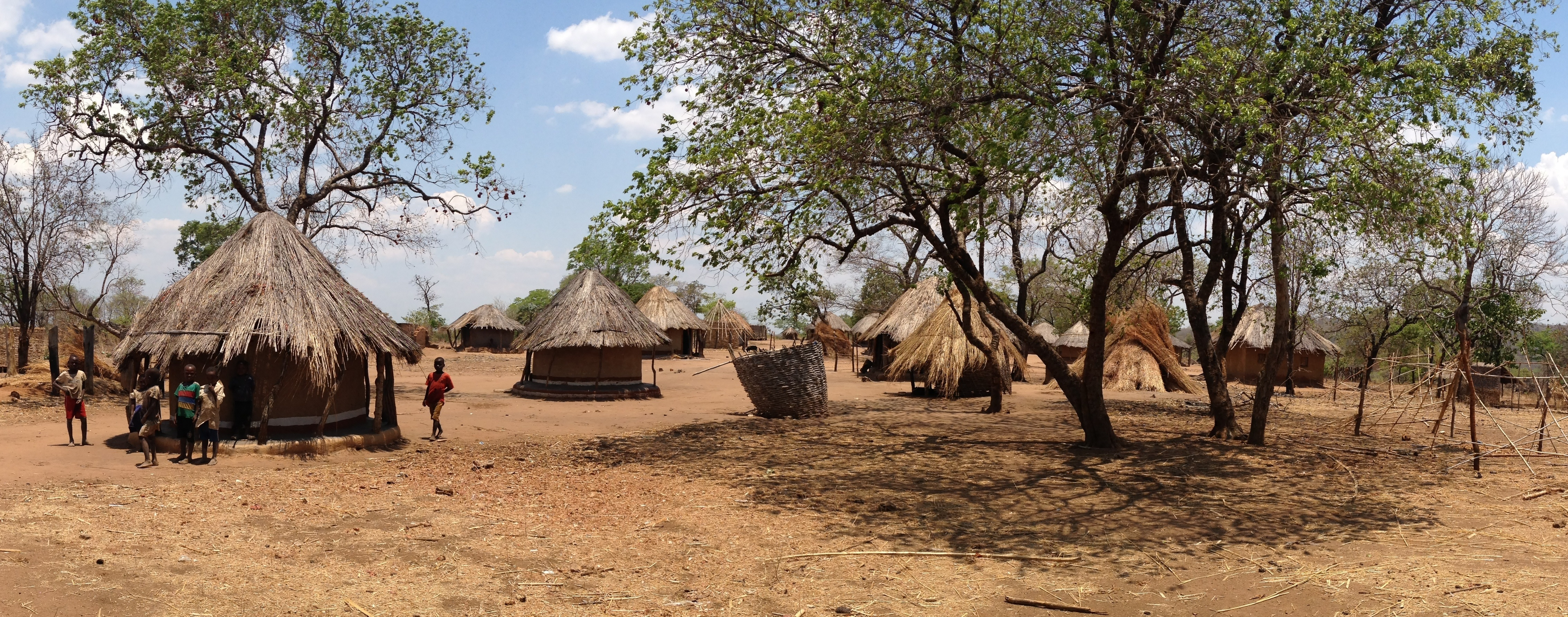
Le village de Kazika.

Le district de Katete est un district de Zambie, situé dans la Province Orientale. Sa capitale se situe à Katete. Selon le recensement zambien de 2000, le district a une population de 189 250 personnes.